# Billy Cunningham
William John Cunningham (* 3. Juni 1943 in Brooklyn, New York) ist ein ehemaliger US-amerikanischer Basketballspieler und -trainer.

## Werdegang
Cunningham spielte und studierte von 1962 bis 1965 an der University of North Carolina at Chapel Hill. 1965 wurde er als Spieler des Jahres der Atlantic Coast Conference ausgezeichnet. Er erzielte für die Hochschulmannschaft in den drei Jahren Mittelwerte von 24,8 Punkten sowie 15,4 Rebounds je Begegnung. Seine Höchstleistungen in einzelnen Spielen waren 48 Punkte (Dezember 1964) und 27 Rebounds (Februar 1963). Wegen seiner Sprungkraft erhielt er den Spitznamen Kangaroo Kid.
Von 1965 bis 1976 spielte er in der NBA für die Mannschaft der Philadelphia 76ers sowie zeitweise für die Carolina Cougars in der ABA. 1966 wurde Cunningham ins NBA All-Rookie Team berufen und im Jahr darauf war er Teil der 1967er Meistermannschaft der Sixers um Wilt Chamberlain und Hal Greer, die die Vormacht der Boston Celtics beendete. Cunningham trug in der Meistersaison 1966/67 im Schnitt 18,5 Punkte je Begegnung zum Erfolg bei. Cunningham wurde während seiner Karriere dreimal in das All-NBA First Team berufen (1969–1971). Zudem wurde er viermal in ein All-Star Team gewählt. Den besten Punkteschnitt in einer NBA-Saison erreichte er 1969/70, als für ihn im Mittel 26,1 Punkte verbucht wurden. In derselben Spielzeit kam Cunningham auch auf 13,6 Rebounds je Begegnung, was ebenfalls der Höchstwert seiner NBA-Zeit war. In Andenken an Cunninghams Leistungen vergeben die Philadelphia 76ers die von ihm getragene Rückennummer 32 nicht mehr. Als Spieler der Carolina Cougars wurde er als wertvollster Spieler der 1973er ABA-Saison ausgezeichnet.
Nach seiner Spielerlaufbahn wurde er Trainer der Philadelphia 76ers, übte das Amt von 1977 bis 1985 aus. In der Saison 1982/83 gewann er mit einer Mannschaft um Moses Malone und Julius Erving die zweite NBA-Meisterschaft in der Vereinsgeschichte. Seit dem 6. Mai 1986 ist er Mitglied der Naismith Memorial Basketball Hall of Fame.